# Kim Pen Xva
Kim Pen Xva (Kim Pen Chwa, russisch Ким Пен Хва, wiss. Transliteration Kim Pen Chva, * 24. Julijul. / 6. August 1905greg., Krounovka, Primorskaya Oblast, Russisches Kaiserreich; † 7. Mai 1974, Taschkent, Usbekische Sozialistische Sowjetrepublik) war ein Vorsitzender der Kolchose „Poljarnaja swesda“ („Полярная звезда“, Polarstern) des Bezirks Srednethirchik der Provinz Taschkent der Usbekischen SSR.

## Leben
Kim Pen Xva wurde am 6. August 1905 im Dorf Chapigou im Bezirk Nikolsk-Ussuri der Provinz Primorskaya in einer Bauernfamilie geboren. Kurz vor seiner Geburt wanderten seine Eltern aus Korea nach Russland aus. Er absolvierte die 4. Klasse einer ländlichen Schule.
Während des Bürgerkriegs beteiligte er sich in einer Partisanenabteilung am Kampf gegen die japanischen Invasoren. 1927 wurde er zur Roten Armee eingezogen. Im gleichen Jahr trat er der Kommunistischen Partei der Sowjetunion bei. 
1930 wurde er Kompanie-Sergeant-Major. Dann wurde er auf die Moskauer Militärinfanterieschule „W. I. Lenin“ (Московское военное пехотное училище имени В. И. Ленина, Moskowskoje wojennoje pechotnoje utschilischtsche imeni W. I. Lenina), die er 1932 abschloss. Er diente außerdem als Kompaniechef des 76. Infanterieregiments der 26. Kasaner Infanteriedivision (Jelabuga, Tatarstan). 1937 begann die Zwangsverschickung von Koreanern aus Primorje. Kim Pen Xva wurde am 14. Juli 1938 als „Mitglied der nationalistischen koreanischen Organisation der Kommunistischen Partei Koreas“ (участник националистической корейской организации „Новое бюро корейской компартии“, utschastnik nazionalistitscheskoi koreiskoi organisazii „Nowoje bjuro koreiskoi kompartii“) verhaftet. Im April 1939 wurde das Verfahren mangels Beweisen eingestellt, er wurde jedoch aus der Armee entlassen. Kim Pen Xva wurde in die Reserve versetzt. Er kam in Usbekistan an, wohin seine Familie deportiert worden war.
Im Jahr 1940 wurde er auf Empfehlung des Bezirksparteikomitees Srednethirchik auf der Generalversammlung der Kolchose „Polarstern“ zum Vorsitzenden der Kolchose gewählt. Er leitete die Kolchose mehr als 34 Jahre lang.
Er war Stellvertreter des Obersten Rates der Usbekischen SSR der 2. bis 7. Amtsperiode. Er starb am 7. Mai 1974 und wurde auf dem Chigatai-Friedhof beigesetzt.

## Ehrungen
- Zweimal Held der sozialistischen Arbeit (1948, 1951).